# Jüdischer Friedhof (Horažďovice)
Koordinaten: 49° 19′ 43,5″ N, 13° 42′ 14,4″ O

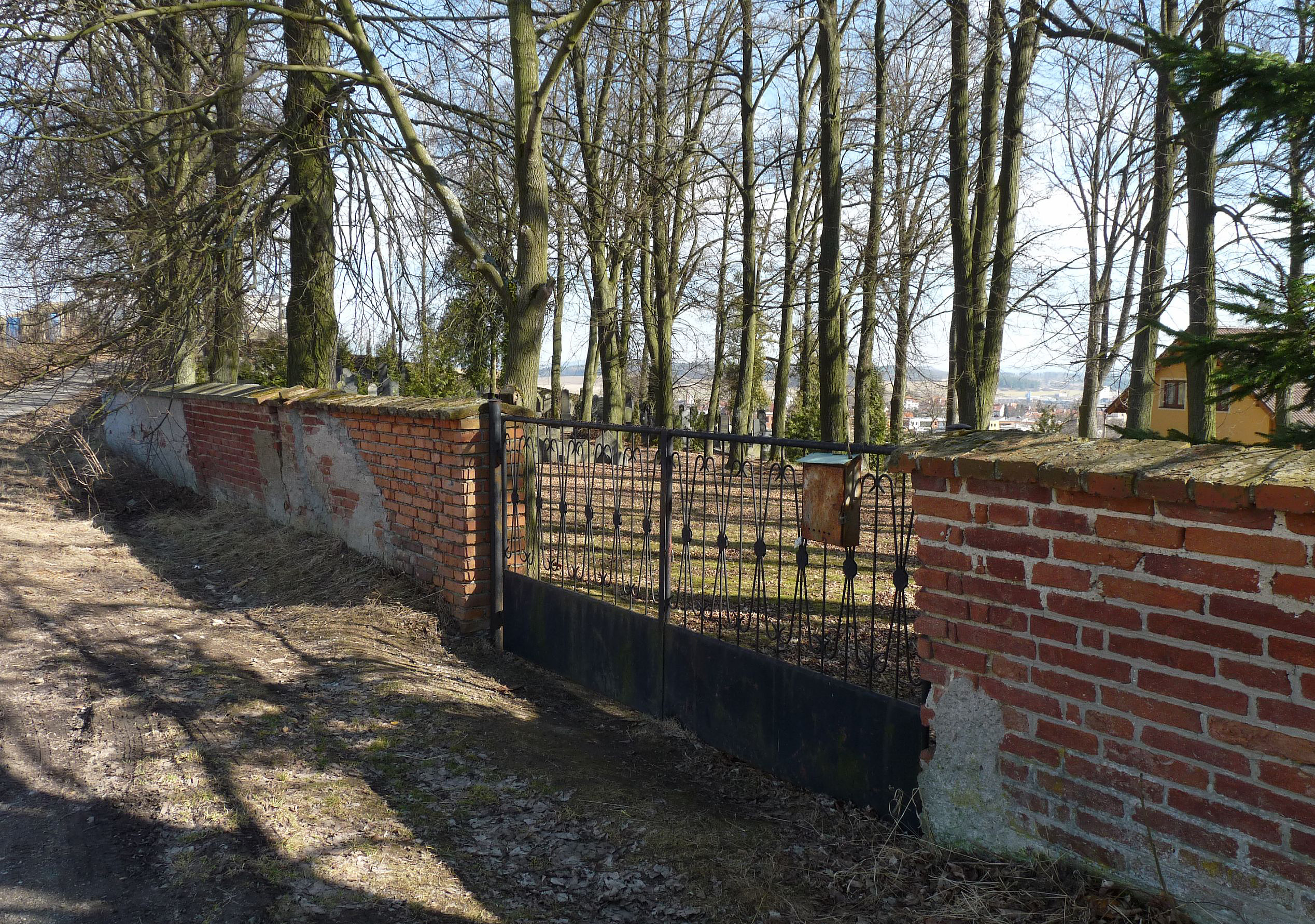
Eingang zum jüdischen Friedhof in Horažďovice

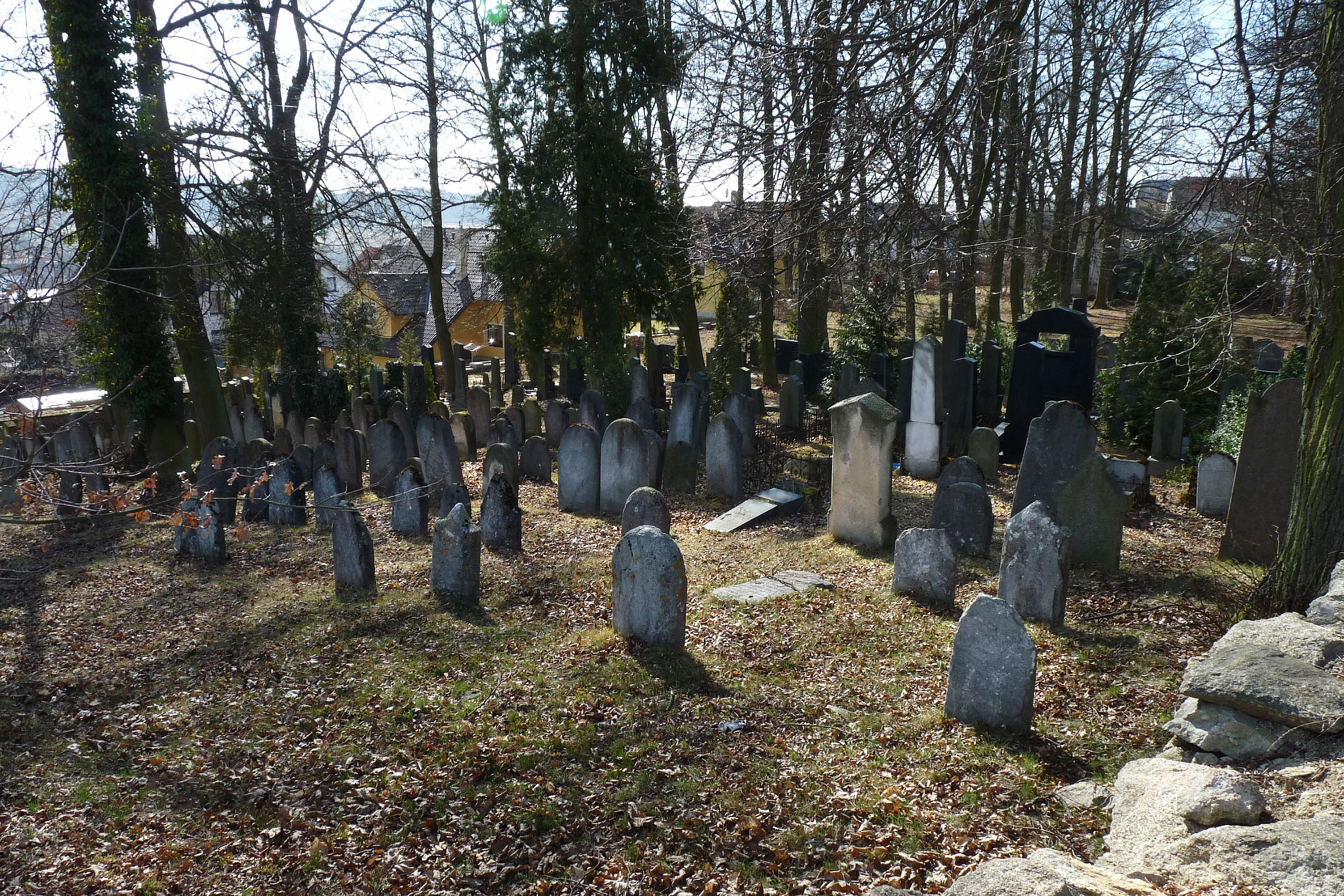
Ansicht des Friedhofs

Der Jüdische Friedhof in Horažďovice (deutsch Horaschdowitz, früher Horažďowitz bzw. Horaždiowitz), einer Stadt im Okres Klatovy in Tschechien, wurde in der ersten Hälfte des 19. Jahrhunderts angelegt. Der jüdische Friedhof am nördlichen Stadtrand ist ein geschütztes Kulturdenkmal. 
Auf dem Friedhof befinden sich auch Grabsteine (Mazevot) aus dem 17. Jahrhundert, die von einem alten, aufgegebenen Friedhof stammen.